# پائولا چاوز
پائولا چاوز (به انگلیسی: Paula Chaves) (زاده ۶ سپتامبر ۱۹۸۴) مدل و بازیگر آرژانتینی است.